# Ленкі (Мисленицький повіт)
Ленкі (пол. Łęki) — село в Польщі, у гміні Мислениці Мисленицького повіту Малопольського воєводства.
Населення — 1006 осіб (2011).
У 1975-1998 роках село належало до Краківського воєводства.

## Демографія
Демографічна структура станом на 31 березня 2011 року:
|          | Загалом | Допрацездатний вік | Працездатний вік | Постпрацездатний вік |
| -------- | ------- | ------------------ | ---------------- | -------------------- |
| Чоловіки | 519     | 115                | 354              | 50                   |
| Жінки    | 487     | 110                | 309              | 68                   |
| Разом    | 1006    | 225                | 663              | 118                  |